# Гагаріна Валентина Іванівна
Валентина Іванівна Гагаріна, до шлюбу Горячева (15 грудня 1935 , Оренбург  — 17 березня 2020 , Зоряне містечко, Московська область )) — російська письменниця-мемуаристка, біохімікиня, медична сестра. Вдова першого космонавта Юрія Гагаріна. Кавалер ордена Леніна.

## Біографія
Народилася 15 грудня 1935 року в Оренбурзі, в сім'ї Горячевих: шеф-кухаря Івана Степановича з Оренбурга, його запрошували попрацювати в комбінаті громадського харчування ЦК партії і Варвари Семенівни з Рязанської губернії, яка була домогосподаркою, в сім'ї було 6 дітей: 3 хлопчика і 3 дівчинки, Валентина наймолодша, брати — старший Олексій і молодший Михайло — загинули на війні, середній-Іван-воював на Далекому Сході.
Закінчила Оренбурзьке медичне училище. Працювала в лабораторії медичного управління Центру управління польотами.

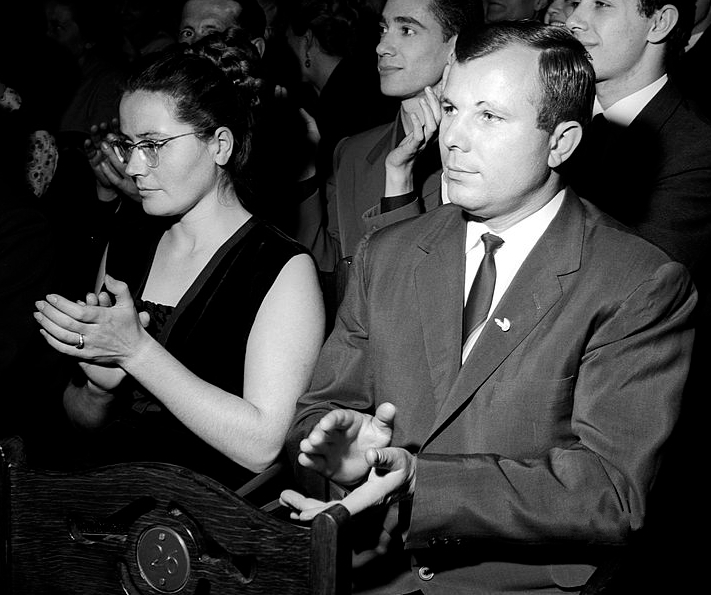
Валентина Іванівна Гагаріна з чоловіком аплодують трупі театру «Ла Скала», що представила «Турандот» в московський Великому театрі у 1964 році.

27 жовтня 1957 року в Оренбурзі одружилася з льотчиком Юрієм Гагаріним . В Оренбурзі, в будинку, де жила сім'я Валентини, згодом був відкритий Музей-квартира Юрія і Валентини Гагаріних. У шлюбі народила двох дочок: Олену і Галину. 
12 квітня 1961 року її чоловік першим в світі полетів у космос і став знаменитим на весь світ. Слава торкнулась і його сім'ї, їх часто фотографували, показували по телебаченню, брали інтерв'ю, у них в гостях бували різні знамениті люди тих років: політики, космонавти, артисти, співаки. 14 квітня 1961 Валентина Гагаріна була відображена на фото і відеокадрах, коли сиділа поруч з Юрієм Гагаріним і Микитою Хрущовим в машині (з відкритим верхом), яка їхала по вулицях Москви, оточена радісним натовпом.
27 березня 1968 року чоловік загинув. Більше Гагаріна не одружувалась.
У 1976 році передала в музей Юрія Гагаріна особисті речі чоловіка: парадний кітель, всі нагороди і документи, подарунки, спеціальні випуски номерів газет «Правда», «Вісті», «Червона зірка», «Радянська культура», «Літературна газета», «Московський комсомолець» від 12-13 квітня 1961 року.
Брала участь у заходах, присвячених першому космонавту, зустрічалася з першими людьми країни.
У 1981 році Валентина Гагаріна написала першу книгу в пам'ять про Гагаріна «108 хвилин і все життя». Неодноразово видавалися спогади В. І. Гагаріної.
Жила в Зоряному містечку в Щелковському районі Московської області, у квартирі, яку отримав Гагарін в лютому 1968 року (загинув у березні), з вікон квартири на 4 поверсі видно пам'ятник Гагаріну. У неї жив великий папуга ара, якого завів Юрій Гагарін, дружила і спілкувалася з Валентиною Терешковою.
Померла 17 березня 2020 року. Похована 20 березня на Федеральному військовому меморіальному кладовищі в Митищах.
- Діти
  - Олена Гагаріна (нар. 17 квітня 1959), генеральна директорка музею-заповідника «Московський Кремль».
  - Галина Гагаріна (нар. 7 березня 1961[14]), викладачка РЕУ ім. Г. В. Плеханова[15].
- Онуки
  - Катерина Елісбарівна Караваєва (дочка Олени), навчалася на історичному факультеті МДУ[16], працювала, як і мати, в музеї-заповіднику «Московський Кремль», одружилася з дипломатом Павлом Внуковим, поїхала в Лондон[2][17].
  - Юрій Костянтинович Кондратчик (син Галини, нар. 25.12.1989) — кандидат економічних наук[18], закінчив факультет державного управління МДУ, балотувався в депутати в 2017 році до Ради депутатів муніципального округу Хамовники від Партії Зростання[19][20][21]. Генеральний директор АТ «Міжнародний аеропорт Хабаровськ»[22].
    - Правнук (син онука Юрія)[23]

- Сестра — Марія, Таїсія[11].

## Нагорода

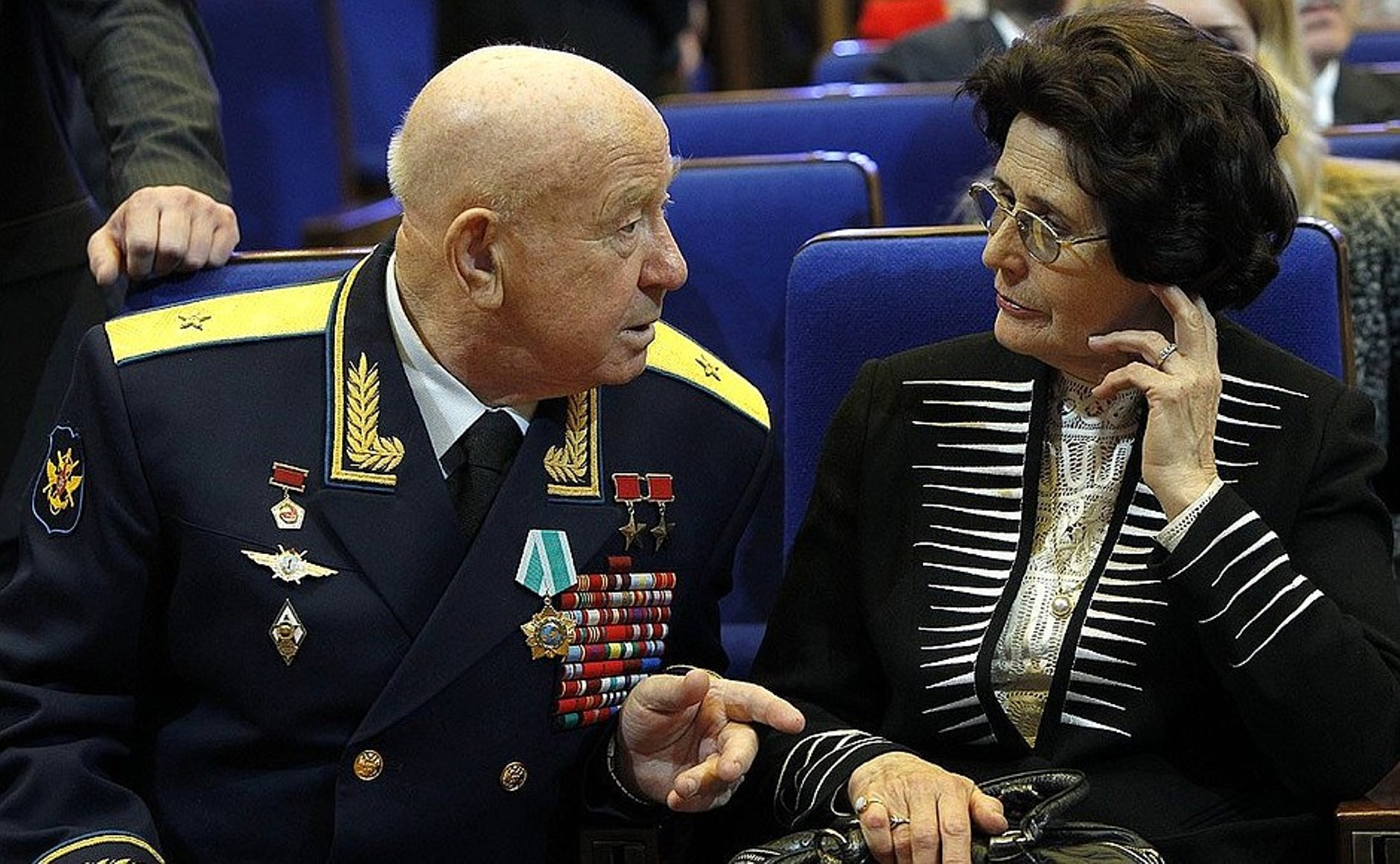
Олексій Леонов і Валентина Гагаріна в 2011 році.

- 1961 — Орден Леніна (нагороджена з ініціативи М. С. Хрущова, як дружина першого космонавта)[24]
- 2011 — Орден Гагаріна Федерації космонавтики Росії[25]
- 2017 — Почесний громадянин Московської області[26]